# Спорожніле місто
«Спорожні́ле мі́сто» (англ. Reign Over Me) — американський фільм.

## Сюжет
Чарлі Файнман і Алан Джонсон колись разом вчилися в коледжі і ділили одну кімнату в гуртожитку. Через роки вони зустрічаються знову і поновлюють дружні відносини. Доля по-різному обійшлася з ними. Чарлі, що втратив під час терактів 11 вересня дружину і дітей, поставив на своєму житті хрест. Алан же став хорошим дантистом і зразковим сім'янином. Випадкова зустріч стає для них переломним моментом в житті, оскільки і той, і інший як ніколи відчувають потребу у відданому другові.

## У ролях
- Адам Сендлер — Чарлі Файнман
- Дон Чідл — Алан Джонсон
- Джада Пінкетт Сміт — Джанін Джонсон
- Лів Тайлер — Анджела Оукхерст
- Саффрон Берроуз — Донна Ремар
- Дональд Сазерленд — суддя Рейнс
- Роберт Клейн — Джонатан Тімпелман
- Мелінда Діллон — Джинджер Тімпелман
- Майк Байндер — Брайан Шугармен
- Джонатан Бенкс — Слейтер
- Рей Аллен — Еделл Моделл
- Паула Ньюсом — Мелані
- Джон де Лансі — Найджел Пеннінгтон
- Пол Батлер — Джордж Джонсон
- Камілль ЛяШе Сміт — Чері Джонсон
- Імані Хакім — Джоселін Джонсон
- Деніз Дауз — психотерапевт
- Ентоні Чішолм — Вільям Джонсон
- Бенджамін Джозеф Новак — містер Феллон
- Джессіка Голден — комік
- Тед Реймі — Пітер Северіно
- Джої Кінг — Джина Фінеман(у титрах не зазначена)